# Durham County Cricket Club
Le Durham Cricket, anciennement Durham County Cricket Club, est un club de cricket anglais qui représente le comté traditionnel du Durham. C'est l'une des dix-huit équipes qui participent aux principales compétitions anglo-galloises. Elle porte le nom de Durham Dynamos pour les compétitions de limited overs cricket. Fondé en 1882, le club participe pour la première fois au County Championship en 1992 et est la dernière équipe à avoir intégré la compétition. Elle remporte le trophée en 2008, 2009 et 2013.

## Palmarès
- County Championship (3) : 2008, 2009, 2013.
- Friends Provident Trophy et prédécesseurs (1) : 2007.

## Joueurs célèbres
- David Boon
- Ian Botham
- Paul Collingwood
- Michael Hussey
- Shaun Tait